# 兰佩泰姆
兰佩泰姆（法語：Lampertheim，发音：[lampəʁtaim]）是法国下莱茵省的一个市镇，属于斯特拉斯堡区（Strasbourg）和厄奈姆县（Hœnheim）。该市镇总面积6.58平方公里，2009年时的人口为2971人。

## 人口
兰佩泰姆人口变化图示